# Чернелев-Русский
Чернелев-Русский (укр. Чернелів-Руський) — село в Байковецкой сельской общине Тернопольского района Тернопольской области Украины.
Население по переписи 2001 года составляло 771 человек. Почтовый индекс — 47713. Телефонный код — 352.